# フレッシュ・アンド・ブラッド (ロキシー・ミュージックのアルバム)
『フレッシュ・アンド・ブラッド』（Flesh and Blood）は、ロキシー・ミュージックが1980年に発表したアルバム。通算7作目のスタジオ・アルバムに相当する。

## 解説

### 経緯
約2年半の解散を経て1979年2月に発表された前作『マニフェスト』は、全英アルバムチャートで最高位7位を記録してチャートに34週間に渡って登場し続け、全米チャートでも最高位23位を記録した。アルバム発表に伴なって行なわれたワールド・ツアーも成功に終わった。
同年後半、新作アルバムの制作が始まる前にドラマーのポール・トンプソンが音楽の違いを理由に脱退した。トンプソンを失ったロキシー・ミュージックはブライアン・フェリー（ヴォーカル、キーボード）、フィル・マンザネラ（ギター）、アンディ・マッケィ（オーボエ、サクソフォーン）の3人になった。彼等はベーシスト、キーボーディストに加えてドラマーもアラン・シュワルツバーグ、サイモン・フィリップス、アンディ・ニューマークといったセッション・ミュージシャンを起用して本作を制作した。

### 内容
本作では、ロキシー・ミュージックのオリジナル・アルバムの中で唯一、他人の曲が取り上げられている。「イン・ザ・ミッドナイト・アワー」はウィルソン・ピケットとスティーヴ・クロッパーの共作で、ピケットが1965年に発表した同名アルバムに収録された。「霧の8マイル」はザ・バーズが1966年に発表したヒット曲である。

## 収録曲

### オリジナルLP
| #         | タイトル                                                | 作詞・作曲                    | 時間  |
| --------- | ------------------------------------------------------- | ----------------------------- | ----- |
| 1.        | 「イン・ザ・ミッドナイト・アワー In the Midnight Hour」 | Steve Cropper, Wilson Pickett | 3:09  |
| 2.        | 「オー・イエー Oh Yeah」                                | Bryan Ferry                   | 4:51  |
| 3.        | 「セイム・オールド・シーン Same Old Scene」             | Ferry                         | 3:57  |
| 4.        | 「フレッシュ・アンド・ブラッド Flesh and Blood」        | Ferry                         | 3:08  |
| 5.        | 「マイ・オンリー・ラヴ My Only Love」                   | Ferry                         | 5:16  |
| 合計時間: | 合計時間:                                               | 合計時間:                     | 20:21 |

| #         | タイトル                                             | 作詞・作曲                            | 時間  |
| --------- | ---------------------------------------------------- | ------------------------------------- | ----- |
| 1.        | 「オーヴァー・ユー Over You」                        | Ferry, Phil Manzanera                 | 3:27  |
| 2.        | 「霧の8マイル Eight Miles High」                     | Gene Clark, David Crosby, Jim McGuinn | 4:55  |
| 3.        | 「レイン・レイン・レイン Rain Rain Rain」            | Ferry                                 | 3:20  |
| 4.        | 「ノー・ストレイト・ディライト No Straight Delight」 | Ferry, Manzanera                      | 4:44  |
| 5.        | 「ランニング・ワイルド Running Wild」                | Ferry, Manzanera                      | 5:03  |
| 合計時間: | 合計時間:                                            | 合計時間:                             | 21:29 |

### CD
| #         | タイトル                                                | 作詞・作曲                            | 時間  |
| --------- | ------------------------------------------------------- | ------------------------------------- | ----- |
| 1.        | 「イン・ザ・ミッドナイト・アワー In the Midnight Hour」 | Steve Cropper, Wilson Pickett         | 3:09  |
| 2.        | 「オー・イエー Oh Yeah」                                | Bryan Ferry                           | 4:51  |
| 3.        | 「セイム・オールド・シーン Same Old Scene」             | Ferry                                 | 3:57  |
| 4.        | 「フレッシュ・アンド・ブラッド Flesh and Blood」        | Ferry                                 | 3:08  |
| 5.        | 「マイ・オンリー・ラヴ My Only Love」                   | Ferry                                 | 5:16  |
| 6.        | 「オーヴァー・ユー Over You」                           | Ferry, Phil Manzanera                 | 3:27  |
| 7.        | 「霧の8マイル Eight Miles High」                        | Gene Clark, David Crosby, Jim McGuinn | 4:55  |
| 8.        | 「レイン・レイン・レイン Rain Rain Rain」               | Ferry                                 | 3:20  |
| 9.        | 「ノー・ストレイト・ディライト No Straight Delight」    | Ferry, Manzanera                      | 4:44  |
| 10.       | 「ランニング・ワイルド Running Wild」                   | Ferry, Manzanera                      | 5:03  |
| 合計時間: | 合計時間:                                               | 合計時間:                             | 41:50 |

## 参加メンバー

### ミュージシャン
※番号はCDのトラック・ナンバーを示す。
- ブライアン・フェリー　Bryan Ferry – ヴォーカル、キーボード、ギター（4）
- フィル・マンザネラ　Phil Manzanera – ギター
- アンディ・マッケイ　Andy MacKay – オーボエ、サクソフォーン
- アラン・シュワルツバーグ　Allan Schwartzberg – ドラム（1-3、6-10）、パーカッション（4、5）
- アンディ・ニューマーク　Andy Newmark – ドラム（4、5）
- ゲイリー・ティブス　Gary Tibbs – ベース（1）
- アラン・スペナー　Alan Spenner – ベース（3、4、5、8、10）
- 二ール・ジェイソン　Niel Jason – ベース（2、7、9）
- サイモン・フィリップス　Simon Phillips – パーカッション（5）
- ニール・ハバード　Neil Hubbard – ギター（1、5、7、8）、リズム・ギター（2、10）
- ポール・キャラック　Paul Carrack – ストリングス（2）、ピアノ（10）、オルガン（10）

### 制作
- エンジニアリング – レット・デイヴィス　Rhett Davies
- ミキシング – ボブ・クリアマウンテン　Bob Clearmountain
- マスタリング – ロバート・C・ラドウィック　Robert C. Ludwig
- プロデューシング – ロキシー・ミュージック、レット・デイヴィス

## ツアー
本作発表後のツアーに際して、ロキシー・ミュージックは既に脱退していたトンプソンの助力を仰いで同意を得ていた。しかしトンプソンはツアーが始まる前にバイクの事故で親指を負傷してしまったので、結局参加できなかった。
1980年5月末に始まったツアーはフェリー、マンザネラ、マッケイ、ポール・キャラック（キーボード）、アンディ・ニューマーク（ドラム）、ニール・ハバード（ギター）の顔ぶれで行なわれた。彼等は7月中旬までヨーロッパ各国、引き続いて8月上旬までイギリス国内でコンサートを行なった。